# Campionato finlandese di pallamano maschile
Il Campionato finlandese di pallamano maschile è l'insieme dei tornei istituiti ed organizzati dalla Suomen käsipalloliitto, la federazione finlandese di pallamano.

La prima stagione si disputò nel 1944; dall'origine a tutto il 2020 si sono tenute 74 edizioni del torneo.

La squadra che vanta il maggior numero di campionati vinti è il BK-46 Kakkonen con 20 titoli (l'ultimo nel 2006); l'attuale squadra campione in carica è il Riihimäki Cocks.

## Organizzazione del campionato

### Struttura
Quella che segue è una sintetica struttura dei primi livelli del torneo.
| Livello | Campionato        | Campionato        | Campionato        | Campionato        | Campionato        | Campionato        | Campionato        | Campionato        |
| 1       | SM-liiga 10 clubs | SM-liiga 10 clubs | SM-liiga 10 clubs | SM-liiga 10 clubs | SM-liiga 10 clubs | SM-liiga 10 clubs | SM-liiga 10 clubs | SM-liiga 10 clubs |

### SM-liiga
La SM-liiga è il massimo campionato maschile e si svolge tra 10 squadre.

Si compone di una stagione regolare in cui i club si affrontano in un girone all'italiana con partite di andata e ritorno.

La squadra 1ª classificata al termine della stagione è proclamata campione di Finlandia.

## Albo d'oro
| Edizione | Vincitore        |
| -------- | ---------------- |
| 1943-44  | TPS              |
| 1944-45  | IFK Helsinki     |
| 1945-46  | Union Helsinki   |
| 1949-50  | Union Helsinki   |
| 1950-51  | IFK Helsinki     |
| 1951-52  | Karhun Pojat     |
| 1952-53  | Union Helsinki   |
| 1953-54  | Karhun Pojat     |
| 1954-55  | Union Helsinki   |
| 1955-56  | Karhun Pojat     |
| 1956-57  | Union Helsinki   |
| 1957-58  | Union Helsinki   |
| 1958-59  | Union Helsinki   |
| 1959-60  | Union Helsinki   |
| 1960-61  | Arsenal Helsinki |
| 1961-62  | Arsenal Helsinki |
| 1962-63  | Arsenal Helsinki |
| 1963-64  | Union Helsinki   |
| 1964-65  | IFK Helsinki     |
| 1965-66  | IFK Helsinki     |
| 1966-67  | UK-51            |
| 1967-68  | BK-46            |
| 1968-69  | UK-51            |
| 1969-70  | UK-51            |
| 1970-71  | UK-51            |
| 1971-72  | IFK Helsinki     |
| 1972-73  | IFK Helsinki     |
| 1973-74  | IFK Helsinki     |

| Edizione | Vincitore       |
| -------- | --------------- |
| 1974-75  | Sparta Helsinki |
| 1975-76  | Sparta Helsinki |
| 1976-77  | Sparta Helsinki |
| 1977-78  | Kiffen          |
| 1978-79  | BK-46           |
| 1979-80  | BK-46           |
| 1980-81  | Sjundeå         |
| 1981-82  | Sjundeå         |
| 1982-83  | BK-46           |
| 1983-84  | BK-46           |
| 1984-85  | BK-46           |
| 1985-86  | BK-46           |
| 1986-87  | BK-46           |
| 1987-88  | BK-46           |
| 1988-89  | BK-46           |
| 1989-90  | Sjundeå         |
| 1990-91  | BK-46           |
| 1991-92  | BK-46           |
| 1992-93  | Dicken          |
| 1993-94  | BK-46           |
| 1994-95  | BK-46           |
| 1995-96  | BK-46           |
| 1996-97  | BK-46           |
| 1997-98  | BK-46           |
| 1998-99  | Grankulla       |
| 1999-00  | Dennis          |
| 2000-01  | Dennis          |
| 2001-02  | BK-46           |

| Edizione | Vincitore       |
| -------- | --------------- |
| 2002-03  | BK-46           |
| 2003-04  | Dennis          |
| 2004-05  | Sjundeå         |
| 2005-06  | BK-46           |
| 2006-07  | Riihimäki Cocks |
| 2007-08  | Riihimäki Cocks |
| 2008-09  | Riihimäki Cocks |
| 2009-10  | Riihimäki Cocks |
| 2010-11  | West            |
| 2011-12  | West            |
| 2012-13  | Riihimäki Cocks |
| 2013-14  | Riihimäki Cocks |
| 2014-15  | Riihimäki Cocks |
| 2015-16  | Riihimäki Cocks |
| 2016-17  | Riihimäki Cocks |
| 2017-18  | Riihimäki Cocks |
| 2018-19  | Riihimäki Cocks |
| 2019-20  | non assegnato   |
| 2020-21  | Riihimäki Cocks |
| 2021-22  | BK-46           |
| 2022-23  | BK-46           |
| 2023-24  | BK-46           |
| 2024-25  | Riihimäki Cocks |

## Riepilogo vittorie per club
| Numero | Club             | Anni |
| ------ | ---------------- | --- |
| 23     | BK-46            | 1967-68, 1978-79, 1979-80, 1982-83, 1983-84, 1984-85, 1985-86, 1986-87, 1987-88, 1988-89 1990-91, 1991-92, 1993-94, 1994-95, 1995-96, 1996-97, 1997-98, 2001-02, 2002-03, 2005-06, 2021-22, 2022-23, 2023-24 |
| 13     | Riihimäki Cocks  | 2006-07, 2007-08, 2008-09, 2009-10, 2012-13, 2013-14, 2014-15, 2015-16, 2016-17, 2017-18, 2018-19, 2020-21, 2024-25                                                                                          |
| 9      | Union Helsinki   | 1945-46, 1949-50, 1952-53, 1954-55, 1956-57, 1957-58, 1958-59, 1959-60, 1963-64. |
| 7      | IFK Helsinki     | 1944-45, 1950-51, 1964-65, 1965-66, 1971-72, 1972-73, 1973-74 |
| 4      | Sjundeå          | 1980-81, 1981-82, 1989-90, 2004-05 |
| 4      | UK-51            | 1966-67, 1968-69, 1969-70, 1970-71 |
| 3      | Dennis           | 1999-00, 2000-01, 2003-04 |
| 3      | Sparta Helsinki  | 1974-75, 1975-76, 1976-77 |
| 3      | Arsenal Helsinki | 1960-61, 1961-62, 1962-63 |
| 3      | Karhun Pojat     | 1951-52, 1953-54, 1955-56 |
| 2      | West             | 2010-11, 2011-12 |
| 1      | Grankulla        | 1998-99 |
| 1      | Dicken           | 1992-93 |
| 1      | TPS              | 1943-44 |